# Reuzenpijpbloem
De reuzenpijpbloem (Aristolochia gigantea) is een tot 10 m hoog klimmende, windende liaan met diep gekloofde, kurkachtige bast. Jonge loten zijn kruidachtig en kaal. De bladeren zijn afwisselend geplaatst, ei- tot hartvormig, 10-20 bij 7-12 cm groot, toegespitst en aan de onderkant dicht witbehaard.
De bloemen staan alleen of met enkele bijeen aan oudere loten. Ze zijn zeer groot en bestaan uit een hangende, zakvormige, verwijde, tot 8 × 3 cm grote voet die doorloopt in een smallere, omhooggekromde buis die uitmondt in een breed uitgespreide bruinpurperen zoom met een lichtere adering. Deze zoom is 15-20 bij 12-16 cm groot een aan de onderzijde diep uitgerand. Het vruchtbeginsel is onderstandig. De zes meeldraden en de stempeltakken vormen een soort hoofdje onder in de bloem. De reuzenpijpbloem verspreidt een aasgeur, die vliegen als bestuivers aantrekt. Als zij in de kroonbuis kruipen, worden ze door een fuik van haren vastgehouden, totdat ze volledig met stuifmeel zijn bedekt. De vruchten zijn worstvormige, 8-13 bij 1-3 cm grote doosvruchten, die vanaf de voet openspringen, waarbij talrijke zaden tevoorschijn komen.
De reuzenpijpbloem komt oorspronkelijk voor van Panama tot de Amazonebekken. Hij wordt veel als sierplant gekweekt.

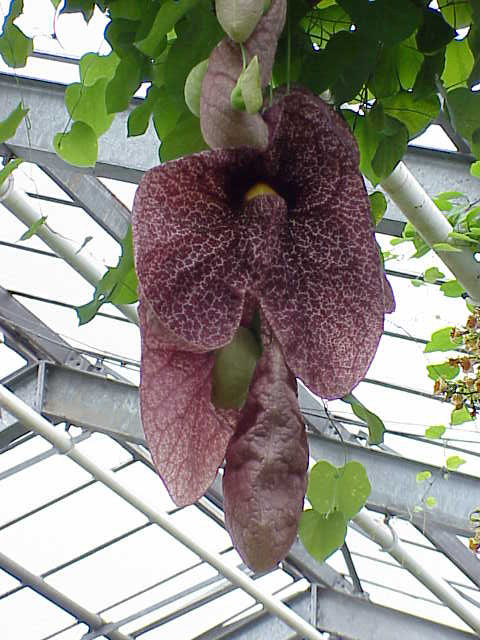